# Munizione circuitante
Una munizione circuitante, o munizione vagante, o drone suicida, o drone kamikaze (in inglese loitering munition o anche suicide drone o kamikaze drone), è un sistema d'arma, in cui la munizione è un drone armato che sorvola una zona, attendendo, in cerca dell'obiettivo, per poi attaccare solo una volta che quest'ultimo è stato localizzato oppure quando questo si espone.
La fase di sorvolo a circuito permette la selezione degli obiettivi da colpire, la raccolta di ulteriori informazioni prima dell'attacco e l'aborto della missione di attacco, qualora non sussistessero più i motivi o i vantaggi del portare a termine l'attacco o se si prospettassero perdite collaterali notevoli (le munizioni circuitanti hanno quindi un evidente vantaggio sulle munizioni d'artiglieria e missilistiche dato che permettono il recupero della munizione in caso di rinuncia alla missione).